# Maki Tsukada
Maki Tsukada (n. 5 ianuarie 1982, Shimotsuma, Prefectura Ibaraki, Japonia) este o sportivă ce a reprezentat Japonia, medaliată olimpică. A participat la 2 ediții ale Jocurilor Olimpice (2004, 2008) în care a câștigat o medalie de aur și o medalie de argint.